# Семюел Гебрехівет
Семюел Гебрехівет Тесфагабр (англ. Samuel Ghebrehiwet Tesfagabr, нар. 5 травня 1985, Хартум) — еритрейський футболіст, захисник австралійського клубу «Вест Аделаїда». Під час виступів за національну збірну Еритреї на турнірі в Кенії вирішив втекти з країни, отримавши політичний притулок в Австралії. Перебував на контракті в клубі «Голд-Кост Юнайтед» з австралійської A-Ліги. 

## Клубна кар'єра
У 2011 році, разом з трьома іншими еритрейськими футболістами, підписав контракт з «Вестерн Страйкерс» зі Суперліги Південної Австралії, в якій того року взяв участь у 14 матчах чемпіонату. Паралельно з цим працював на місцевій фабриці. У сезоні 2011/12 років разом з іншим еритрейцем, Абесаджером Йосіфом, підписав контракт з клубом австралійської A-Ліги «Голд-Кост Юнайтед». Проте в складі клубу не зіграв жодного офіційного матчу. По завершенні сезону «Голд-Кост Юнайтед» втратив ліцензію на участь в А-Лізі та був розформований. Напередодні старту сезону 2013 року підписав контракт з представником Суперліги Південної Австралії «Аделаїда Кометс». З 2016 року протягом двох сезонів виступав за «Аделаїду Блу Іглз» зі Суперліги Південної Австралії, яка згодом змінила назву на Національна Прем'єр-ліга Південної Австралії.
У 2016 році отримав австралійське громадянство.

## Виступи за збірну та втеча до Австралії
У футболці національної збірної Еритреї виступав на кубку КЕСАФА 2009 у Кенії, де зіграв у програному (1:2) поєдинку групового етапу проти Руанди. Протягом кар'єри у національній команді, провів у її формі 3 матчі. Коли літак збірної повернувся, ніхто з гравців, включаючи Тесфагабра, не прийшов на нього, через що еритрейська влада ініціювала розшук футболістів. Семюел та його партнери по збірній в Найробі змогли уникнути виявлення протягом 10 днів, допоки вони не відправилися на відстань 800 км від кенійської столиці до табору біженців. У таборі провів 8 місяців, перш ніж отримав від Австралії статус біженця. Після отримання політичного притулку оселився в австралійському місті Аделаїда.